# Holocryphia
Holocryphia är ett släkte av svampar. Holocryphia ingår i familjen Cryphonectriaceae, ordningen Diaporthales, klassen Sordariomycetes, divisionen sporsäcksvampar och riket svampar.
|             | Endothia                                |
|             |                                         |
|             | Cryphonectria                           |
|             |                                         |
|             | Endothiella                             |
|             |                                         |
|             | Chrysoporthe                            |
|             |                                         |
|             | Amphilogia                              |
|             |                                         |
|             | Aurapex                                 |
|             |                                         |
|             | Celoporthe                              |
|             |                                         |
| Holocryphia | \| \| Holocryphia eucalypti \| \| \| \| |
|             | \| \| Holocryphia eucalypti \| \| \| \| |
|             | Ursicollum                              |
|             |                                         |
|             | Microthia                               |
|             |                                         |
|             | Prosopidicola                           |
|             |                                         |
|             | Chrysoporthella                         |
|             |                                         |
|             | Rostraureum                             |
|             |                                         |
|             | Holocryphia eucalypti                   |
|             |                                         |

|  | Holocryphia eucalypti |
|  |                       |